# ミーナ (お笑い)
ミーナはホリプロコム及び漫才協会に所属していたお笑いコンビ。

## メンバー
喜助 (きすけ 1994年7月29日 - (29歳))
- 長野県長野市出身。身長165cm 体重48kg。
- 趣味は東京の地形、歌謡曲全般、読書。
- 特技はブレイクダンス。
- 双子の弟。兄も芸人で、別のコンビで活動しているが、兄とは仲が悪いとのこと[1]。

ATSUSHI (あつし 1990年7月6日 - (33歳))
- 長崎県出身。身長169cm 体重63kg。
- 趣味はボードゲーム作り、料理、漫画、アニメ。
- 特技は三線、ゲーム。

## 略歴
2021年結成。2023年に、結成わずか1年半で漫才新人大賞の決勝戦に進出し優勝。M-1グランプリでは結成当初から参加しており、3年連続で2回戦に進出。
2024年3月19日をもって解散した。解散の理由として、ATSUSHIから喜助に対する不満を伝えたところ、喜助から「許せない、顔も見たくない」と突き放され、ATSUSHIも「こっちだって顔も見たくない」となって解散に至った。コンビでの活動は同日に浅草東洋館で行われた『漫才大行進』が最後となった。いずれも漫才協会からは退会となっている。その後喜助は2024年5月に元バジトウフーのなるみ（久保田誠実）と「らんちゅう」を結成、引き続きホリプロコムに所属し、漫才協会にも復帰。

## エピソード
- 漫才新人大賞に優勝したとき、喜助は昨年予選で敗退し裏方として高田文夫にトロフィーを渡していた経験を踏まえて「（今日トロフィーを受け取って）1年越しにトロフィーのキャッチボールができた感覚があって、めちゃくちゃうれしいです」と語った[2]。
- ナイツの塙宣之に「M-1の決勝戦で漫才協会の枠が増えるため、その出場権をミーナに確約する」というドッキリを仕掛けられた。このことについて2人は自身のラジオ番組で「これドッキリではないですけどね。潰しですね」と語った。また、喜助は「これ6月から動いていたらしい。9月くらいに実際にドッキリが始まってそこから個人的に本当にキツくて」と重圧に苦しんだ心境を語り、「あれのネタばらしが早ければ良かった。泳がせすぎなんだよ」と話した[7]。

## 賞レース戦歴

### M-1グランプリ
| 年度             | 結果      | 順位 | エントリー No. | 備考 |
| ---------------- | --------- | ---- | -------------- | ---- |
| 2021年（第17回） | 2回戦進出 |      | 2654           |      |
| 2022年（第18回） | 2回戦進出 |      | 1818           |      |
| 2023年（第19回） | 2回戦進出 |      | 807            |      |

### その他賞レース
- 2023年 漫才新人大賞 大賞[8][2]
- 2023年 ニッポン放送『決戦!お笑い有楽城』決勝進出（2023年9月30日放送）[9]

## 出演
ラジオ
- 高田文夫のラジオビバリー昼ズ - 2023年5月26日（ニッポン放送、コンビ）[10]
- ミーナのラジオ聴いてミーナ(stand.fm)

ライブ
- 東京センターマイク - 2023年8月4日（西新宿ナルゲキ、コンビ）[11]
- 漫才大行進（浅草東洋館、コンビ）

## 引用
1. 1 2 3 4  遠藤尚子. “お笑いコンビのミーナ解散「顔も見たくないと言われ」ナイツ塙にM－1ドッキリ仕掛けられ話題に - お笑い : 日刊スポーツ”. nikkansports.com. 2024年3月16日閲覧。
2. 1 2 3  “【漫才新人大賞】結成わずか１年半のミーナが優勝 賞金は「結婚祝儀に充てます」”. 東スポWEB (2023年5月10日). 2023年8月3日閲覧。
3. 1 2  “ミーナ | コンビ情報”. M-1グランプリ 公式サイト. 2023年8月3日閲覧。
4. ↑  “コンビ情報「らんちゅう」”.  M-1グランプリオフィシャルサイト. 2024年9月12日閲覧。
5. ↑  ホリプロコム「らんちゅう」公式プロフィール
6. ↑  漫才協会「らんちゅう」公式プロフィール
7. ↑  “ナイツ塙、若手芸人コンビに仕掛けた「M-1決勝確約ドッキリ」が賛否 (2023年12月21日掲載)”. ライブドアニュース. 2023年12月21日閲覧。
8. ↑  Inc, Natasha. “ミーナ、「2023年度漫才新人大賞」大賞に輝く”. お笑いナタリー. 2023年8月3日閲覧。
9. ↑  “「お笑い有楽城」素敵じゃないか、さすらいラビー、豆鉄砲、ツンツクツン万博ら14組出場”.  お笑いナタリー (2023年9月19日). 2024年3月17日閲覧。
10. ↑  “音プロ月間、クライマックス！音曲師・桂小すみさん！ | 高田文夫のラジオビバリー昼ズ | ニッポン放送 ラジオAM1242+FM93”. 2023年8月3日閲覧。
11. ↑  “東京センターマイク〜スピードワゴンと数組の漫才師～”. お笑いライブ・イベント制作のK-PRO（ケープロ）. 2023年8月3日閲覧。